# Round (Personal Trainer)
Round is een nummer van de Nederlandse indierockband Personal Trainer uit 2024. Het is de tweede single van hun tweede studioalbum Still Willing.
"Round" verscheen vooraf aan het album "Still Willing". Frontman Willem Smit noemde het "een liedje dat voor mij vrij functioneel voelt". Ook zei hij: "Ik had wat meer tempo nodig aan het begin van de plaat. Het is een beetje fast food achtig. Het kwam er dus vrij laat bij". Hij vond dat het album "nog één lekker nummer" nodig had.
In de bijbehorende videoclip is de hoofdrol weggelegd voor een sinaasappel, die onder meer doucht, tennist en zingt.

## Tracklijst
Muziekdownload
1. "Round" - 2:42